# نعم ولا (مسلسل)
مسلسل «نعم ولا» عمل قطري تقع احداثه عبر 30 حلقة.

## البطولة وطاقم العمل
من تأليف الكاتبة وداد الكواري وإخراج أحمد يعقوب المقلة بطولة عبد العزيز جاسم، أسمهان توفيق، محمد الحجي، زهرة عرفات، هبة الدري، هلال محمد ،عبد الله وليد، سلمى سالم، هدى سلطان علي الغرير، ابتسام العطاوي، وبمشاركة ممثلين من دول عربية كالفنانة مها المصري من سورية والفنانة سلوى عثمان وتيسير عبد العزيز من مصر يشارك أيضا بالعمل عدد من الفنانين القطريين الشباب أحمد خليفة وحسن عبد الله، علي سيف، يوسف خليل والفنانة البحرينية نجوى الكبيسي وجسد شخصية فهد في مرحلة الطفولة عبد الرحمن المطوع ويشارك أيضا في التمثيل نجية زينل ـ هدية سعيد ـ شمعة محمد وزهى من عمان مدير إدارة الإنتاج عبد الرحمن السليطي، المخرج المنفذ اشرف شحاتة والمخرج المساعد عبد اللطيف الصحاف. وظهور بسيط للفنانة الكويتية مونيا الكويتية

## الأحداث
تدور أحداث المسلسل في مرحلتين زمنيتين قديما وحديثا حيث يتناول قصة ذلك الرجل غير السوي (حسن) ويجسد شخصيته الفنان عبد العزيز جاسم، هذا الرجل لا هم له الا نفسه حيث يعيش من اجل ملذاته ضاربا بعرض الحائط مسؤولياته تجاه امه وابنائه فهو رجل مزواج، تزوج العديد من النساء من دول عربيه وانجب الكثير من البنات وولدا واحدا (فهد) الذي يجسد شخصيته الفنان محمد الحجي الذي يحاول بدوره ان يلم شمل اسرته وعلى الرغم من انه يكتشف في كل يوم ان له اختا في مكان ما الا انه لم ييأس وحاول باستماتة ان يلم شمل هذه الاسرة على الرغم من أن الكل يعارضه في ذلك ما عدا جدته (اسمهان توفيق) التي تشجعه دائما. إلا أن الامور تزداد سوءا وتعقيدا بمحاولة الاب بيع كل ما يملكون من اجل الزواج من امرأة أخرى. السؤال هنا: هل يتزوج حسن مرة أخرى؟؟ وهل ينجح فهد بلم شمل اسرته؟؟

## البطولة
| الممثل(ة)        | الشخصية  |
| ---------------- | -------- |
| عبد العزيز جاسم  | حسن      |
| أسمهان توفيق     | مهرة     |
| زهرة عرفات       | روضة     |
| محمد الحجي       | فهد      |
| هبة الدري        | شيخة     |
| هدى سلطان        | كلثوم    |
| سلمى سالم        | أم فهد   |
| مها المصري       | شكران    |
| سلوى عثمان       |          |
| علي الغرير       | ماجد     |
| حسن إبراهيم      | علي      |
| شهد الياسين      | فرح      |
| ابتسام العطاوي   | رقية     |
| نجية زينل        |          |
| نجوى الكبيسي     | ليلى     |
| هدية سعيد        | أم منصور |
| شمعة محمد        | أم علي   |
| شعاع             |          |
| فيصل رشيد        |          |
| تيسير عبد العزيز |          |
| سمر علام         |          |
| هند الشاهين      |          |
| زهى قادر         |          |
| يوسف خليل        |          |
| علي سيف          |          |
| هبة لطفي         |          |
| سالم المنصوري    |          |
| أحمد عفيف        |          |
| هلال محمد        |          |
| عبد الله وليد    |          |
| مريم سلطان       |          |
| رموز             |          |
| زهور حسين        |          |
| مونيا            |          |
| علي سيف طاهري    | سالم     |